# ذئار اللوبياء
ذِئَار القطن نوع من الذئار وهو مسبب سرطان الأشجار الفاصولياء الشائعة. يعد من العوامل الممرضة للتغذية الدموية لأنه يقضي جزءًا من دورة العدوى الخاصة به متطفلًا يعيش على المضيف دون الإضرار به والجزء الآخر فطرًا يقتل ويحصل على العناصر الغذائية من أنسجة المضيف.